# Sport à Hong Kong

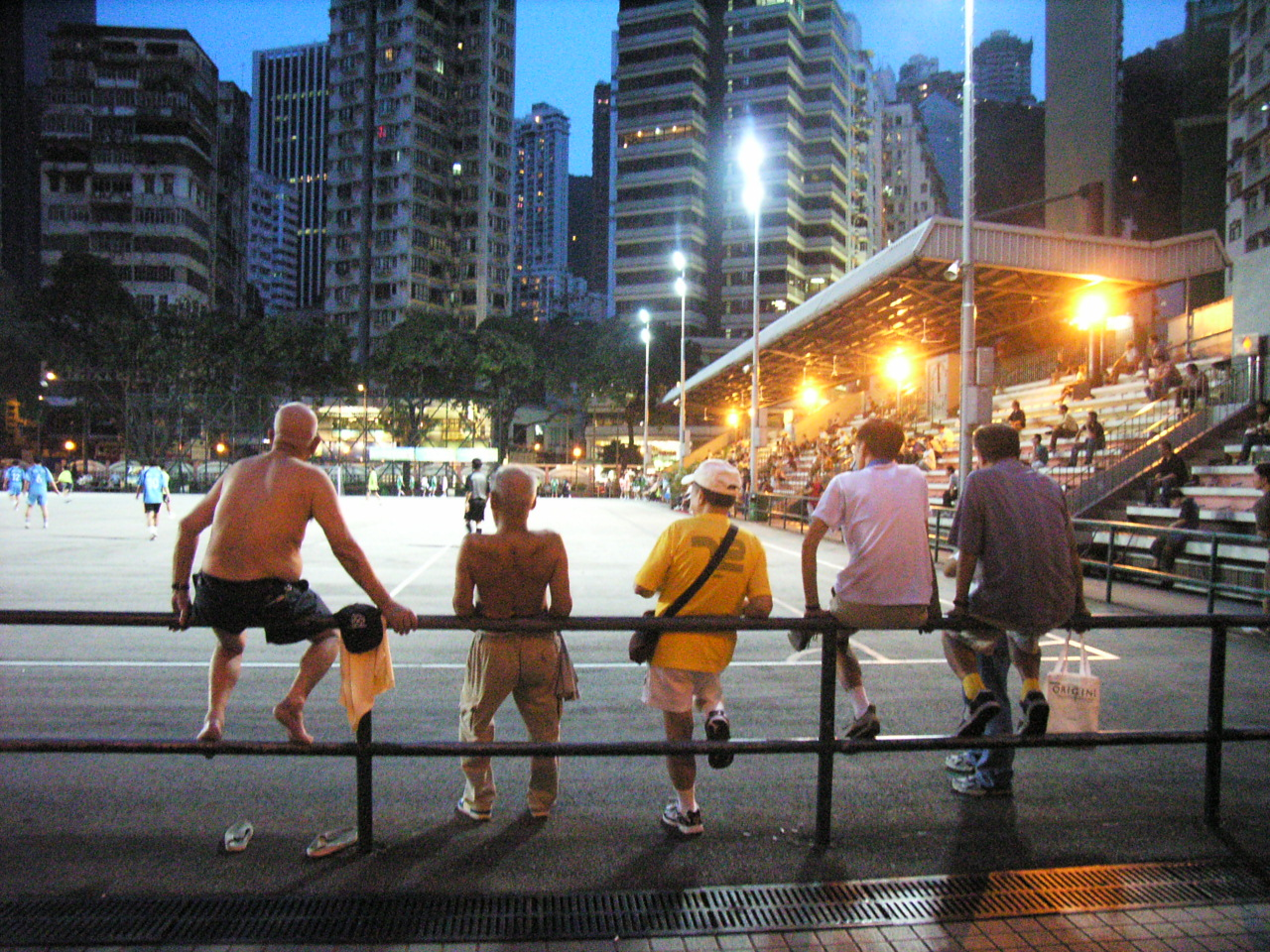
Match de football en nocturne à Hong Kong.

Le sport a une place importante dans la culture de Hong Kong, comme dans les autres pays. La ville possède cependant un nombre limité de ressources sportives. Le territoire est empreint d'une culture sportive à la fois occidentale et orientale.